# Куликовка (Саранський міський округ)
Кулико́вка (рос. Куликовка) — село у складі Саранського міського округу Мордовії, Росія.

## Населення
Населення — 870 осіб (2010; 666 у 2002).
Національний склад (станом на 2002 рік):
- росіяни — 76 %